# Madonna Live: The Virgin Tour
Madonna Live: The Virgin Tour – to pierwszy zapis występu na żywo Madonny zarejestrowany podczas trasy koncertowej The Virgin Tour. Został on wydany 15 listopada 1985 w na kasetach VHS i a następnie krążkach Laserdisc. Do chwili obecnej wydawnictwo nie zostało wznowione na nośniku DVD.
Nagranie jest rejestracją koncertu z 25 maja 1985, jaki Madonna dała w Cobo Arena w rodzinnym mieście Detroit w Stanach Zjednoczonych. Koncert zmontowany jest ze wstępem i zakończeniem, którego reżyserem jest James Foley – można na nim zobaczyć Madonnę w zupełnie już odmienionym wizerunku. Zmiana ta wynikała z faktu, że piosenkarka skończyła wówczas zdjęcia do filmu Shanghai Surprise (Niespodzianka z Szanghaju), gdzie można zobaczyć ją w długich włosach blond.
Zarejestrowane tu wersja live piosenki „Dress You Up” została użyta jako teledysk promujący singel z tym nagraniem. Dodatkowo do tego teledysku zostały wplecione ujęcia przedstawiające fanki przed koncertem.

## Lista utworów
Program nagrania jest krótszy w stosunku od listy z trasy koncertowej:
1. "Dress You Up" (Peggy Stanziale, Andrea LaRusso)
2. "Holiday" (Curtis Hudson, Lisa Stevens)
3. "Into the Groove" (Madonna, Stephen Bray)
4. "Everybody" (Madonna)
5. "Gambler" (Madonna)
6. "Lucky Star" (Madonna)
7. "Crazy for You" (John Bettis, Jon Lind)
8. "Over and Over" (Madonna, Stephen Bray)
9. "Like a Virgin" (Tom Kelly, Billy Steinberg) / (zawiera fragmenty piosenki "Billie Jean" (Michael Jackson))
10. "Material Girl" (Peter Brown, Robert Rans)

Długość nagrania: około 54:00
Piosenki "Angel", "Borderline" oraz "Burning Up" nie znalazły się na wydawnictwie, ponieważ Madonna nie była zadowolona ze swojego wokalu w tych utworach.

## Produkcja nagrania
- Reżyser: Danny Kleinman (koncert)
- Reżyser: James Foley (wstęp i zakończenie)
- Producent: Simon Fields
- Operator zdjęć: Jerry Watson (koncert)
- Operator zdjęć: Jan de Bont (wstęp i zakończenie)
- Montażysta: Mitchell Sinoway
- Operator kamery: Kenneth C. Barrows
- Montażysta on-line: Rick Uber